# Comtat de Provença
El Comtat de Provença fou una jurisdicció feudal d'Occitània. El 948 amb l'ascens de Bosó II de Provença esdevindrà el primer comte de Provença. Els descendents d'aquest seran anomenats de la Dinastia Provença o Bosonides i governaran el territori provençal fins al 1112 any en què s'instaurà una nova dinastia, la Dinastia Millau-Gavaldà. La comtessa del comtat Gerberge de Provença cedí els seus drets a la seva filla Dolça de Provença. Aquesta dinastia però durà poc, ja que el casament, l'any 1112, de Dolça amb el comte de Barcelona Ramon Berenguer III conferí els drets del comtat al Casal de Barcelona.
Aquesta dinastia catalana perdurà al comtat fins al 1267, mitjançant la branca principal del casal barceloní o una annexa. Sovint amb lluites entre ambdues branques.
El casament de Beatriu I de Provença amb el duc Carles I d'Anjou provocarà la fi del casal barceloní i l'inici de la Dinastia Anjou. Aquesta unió amb el casal francès permetrà la unió temporal del Comtat de Provença amb el Regne de Nàpols. Una unió que s'iniciarà amb el mateix Carles I, ja rei de Nàpols en ascendir al comtat, fins a Joana I de Nàpols. Així mateix, el fill adoptat d'aquesta, Lluís I de Provença i els seus descendents esdevindran reis titulars de Nàpols, amb lluita amb la Branca Anjou-Durazzo pel tron napolità.
El 1481 a la mort de Carles III de Provença sense descendents, els títols de comte de Provença i duc d'Anjou revertiran al seu cosí Lluís XI de França i s'integren a la corona francesa.
Es va dividir en moltes línies: